# Majestät auf Abwegen
Majestät auf Abwegen ist ein deutscher Spielfilm aus dem Jahr 1958 von Robert A. Stemmle. Dieser hatte auch das Drehbuch verfasst. Es beruht auf dem Roman Let’s play King (… König sein dagegen sehr) des US-amerikanischen Literaturnobelpreisträgers Sinclair Lewis. Die Hauptrollen sind mit Fita Benkhoff, Chariklia Baxevanos, Oliver Grimm und Michael Ande besetzt. Seine Uraufführung erlebte das Werk am 17. Dezember 1958. 

## Handlung
Berta Linke ist glücklich darüber, dass die schlimmen Tage vorbei sind, als sie mit ihrer fast erwachsenen Tochter Ulla und ihrem zehnjährigen Sohn Fritz noch am Stadtrand in einem ausgedienten Omnibus wohnen musste. Jetzt ist die Familie reich und wohnt in einer prachtvollen Villa. Zu verdanken ist dies dem Sohn, der unter dem Namen Ferry Linke ein international bekannter Kinderstar beim Film geworden ist. Der aber ist nicht immer glücklich darüber, denn die Mutter, der sein Erfolg zu Kopf gestiegen ist, legt auf einmal Wert darauf, dass er sich jeden Tag fein kleidet, und Ulla soll keinen Umgang mehr mit ihrem Jochen pflegen, weil sie den nicht mehr für standesgemäß hält. 
Eines Tages erfährt Berta Linke aus der Zeitung, dass der zwölfjährige König Maximilian III. von Slowarien in Begleitung seiner Mutter in Brüssel eingetroffen ist, um bei der gerade stattfindenden Weltausstellung den Pavillon seines Landes zu eröffnen. Sofort fasst Berta den Plan, nach Brüssel zu fahren, damit ihr Sohn, der „König der Filmkinder“, mit dem König von Slowarien zusammentreffen kann. Dies böte Ferry auch die Gelegenheit, sich in seine nächste Rolle als Prinz einzuleben, von der großen Publicity als Nebeneffekt ganz zu schweigen.
Mutter Linke belegt mit ihren Kindern ein Appartement direkt über dem Stockwerk, in dem der jugendliche König und seine Mutter gerade wohnen. Doch so sehr sich Berta Linke auch darum bemüht, mit der königlichen Familie Kontakt aufzunehmen, bleibt ihr doch der Erfolg versagt. Schließlich wittert Mutter Linke eine neue Gelegenheit zur Verwirklichung ihres Planes, als sie merkt, dass Graf Elopatak, der Kammerherr der Königin, ein lebhaftes Interesse an Ulla zeigt. Diese aber hat heimlich ihren Verehrer nach Brüssel einbestellt, und als der dort eintrifft, wendet sich der Graf schnell von Ulla ab.
Mutter Linke bleibt zunächst verborgen, dass ihr Sohn mit dem jungen König im Foyer des Hotels zusammentrifft. Dort ist eine elektrische Eisenbahnanlage aufgebaut, die beide Kinder in ihren Bann zieht. Bald gesellt sich zu den zweien noch der Hotelpage Robby. Zu dritt beschließen sie, aus den ihnen auferlegten Zwängen auszubrechen. Am liebsten wären sie jetzt Piraten auf hoher See. Gemeinsam machen sie sich auf den Weg zum Hafen von Antwerpen.
Auf andere Weise als erwartet sieht sich Frau Berta am Ziel ihrer Wünsche: Die Sorge um ihre Söhne führt die beiden Mütter zusammen. Dabei werden sich die zwei zusehends sympathischer. Derweil ist die Polizei eingeschaltet worden und sucht nun fieberhaft nach den Ausreißern. Auch Jochen Brinkmann beteiligt sich an der Suche, und er ist es auch, der die Jungs zufällig auf einem abgewrackten Dampfer im Hafen aufspürt und sie ins Hotel zurückbringt. Großmütig wird den Dreien verziehen. Mutter Berta gestattet ihrem Sohn, demnächst im Film seine Wunschrolle als Seeräuber zu spielen, und ihre Ulla darf sich auf eine Hochzeit mit Jochen freuen.

## Produktionsnotizen
Die Bauten wurden von den Filmarchitekten Gabriel Pellon und Peter Röhrig geschaffen. Eva Maria Schröder steuerte die Kostüme bei. 

## Kritik
Das Lexikon des internationalen Films bemerkt lapidar, es handle sich um ein deutsches Filmlustspiel, das mehr Wert auf die Ausstattung als auf die Möglichkeiten des Stoffes lege.

## Quelle
- Programm zum Film: Illustrierte Film-Bühne, Vereinigte Verlagsgesellschaften Franke & Co. KG, München 2, Nummer 4615